# Montserrat Parés Salesas
Montserrat Parés Salesas (La Secuita, 21 d'agost de 1919 - Barcelona, 2000) fou la primera locutora de Ràdio Tarragona entre els anys 1933 i 1937. Va emetre diferents programes de ràdio en què destaquen les lectures literàries, el teatre radiofònic i la conducció del programa "Temes útils" de l'Institut de Cultura de la Dona a l'emissora tarragonina.

## Biografia
Va néixer el 21 d'agost de 1919 a la Secuita (el Tarragonès) en el si d'una família republicana, religiosa i simpatitzant de la Lliga Regionalista de Catalunya. Quan tenia 14 anys, es trasllada a estudiar a Tarragona a l'Institut Antoni de Martí i Franquès, viu interna al col·legi de les Teresianes i s'està a dispesa a casa d'una cosina seva, Montserrat Cornadó Lloret, que era parella en aquell moment del primer locutor de Ràdio Tarragona, Josep Maria Tarrasa. Quan només tenia 15 anys, s'incorpora a Ràdio Tarragona i n'esdevé la primera locutora. El mateix Josep M. Tarrasa indica que tenia molt bona veu i sabia comunicar el seu tarannà jovial a través del micròfon.
La seva vida radiofònica es veu estroncada quan esclata la Guerra Civil. L'any 1936 el comitè local de la Secuita persegueix el seu pare i la seva família és represaliada i ella en pateix els efectes tot i ser a Tarragona. L'any 1937 deixa Ràdio Tarragona. Acabada la guerra, fa vida a la Secuita i continua fent teatre al grup parroquial. El 1944 es casa amb Ramon Toldrà, va a viure a Ulldemolins i té quatre fills. L'any 1963 es trasllada a Lleida. Finalment, l'any 2000 mor a Barcelona.